# Crassula
Crassula  es un género de plantas crasas con 620 especies, perteneciente a la familia Crassulaceae. Es nativo de muchas partes del globo, pero las variedades cultivadas son casi exclusivamente de Sudáfrica.

## Descripción
Las especies del género Crassula son plantas herbáceas anuales o perennes, o arbustos arborescentes con una altura de hasta 2,5 metros. Rara vez crecen como tubérculos - geófitos . Sus raíces son fibrosas y carnosas. Los brotes son suculentos, a veces se vuelven leñosos. Las hojas son carnosas y regordetas como una membrana.  Puede ser persistentes o caducas. La inflorescencia es un tirso solitario. Las brácteas son a menudo similares a hojas. 
Los miembros del género se propagan normalmente por esquejes de tallo o cortes de hoja. La mayoría toleran heladas ligeras, sin embargo las temperaturas extremas de calor o frío pueden hacerles perder el follaje y morir.

## Taxonomía
El género fue descrito por Carlos Linneo y publicado en Species Plantarum 1: 282–283, en 1753. La especie tipo es: Crassula perfoliata L.
Etimología
Crassula: nombre genérico que deriva del término latino crassus que significa grueso y se refiere a que las especies tienen hojas suculentas.

### Cultivares notables
- Crassula 'Buddha's Temple'
- Crassula 'Coralita'
- Crassula 'Dorothy'
- Crassula 'Fallwood'
- Crassula 'Ivory Pagoda'
- Crassula 'Justus Corderoy'
- Crassula 'Morgan's Beauty'
- Crassula 'Tom Thumb'